# Balázs László (nyelvész)
Balázs László (Székelyudvarhely, 1927. szeptember 23. – Kolozsvár, 1990. július 11.) romániai magyar nyelvész.

## Életútja
Középiskolát szülővárosában végzett, a kolozsvári Bolyai Tudományegyetemen szerzett román nyelv és irodalom szakos tanári képesítést. 1950-től egyetemi beosztásban dolgozott, 1972-től egyetemi előadótanárként működött. Tanulmányait, recenzióit a Korunk, Utunk, Igazság, A Hét, Tanügyi Újság, NyIrK, Cercetări de lingvistică és Studia Universitatis Babeș-Bolyai közölte, tárgyköre a kétnyelvűség és nyelvoktatás, az anyanyelvi ismeretek hasznosítása a román nyelvtanulásban, a nyelvek kölcsönhatása. Ádám Zsigmonddal és Balázs Jánossal együtt szerkesztette a Helyesen románul című munkát (1960. 3. kiadás 1971). Doktori értekezését Szovát Kolozs megyei község kétnyelvűségéről készítette (kéziratban, 1969).